# Friedrich Hoffmann
Friedrich Hoffmann (19. veljače 1660. – 12. studenog 1742.) bio je njemački liječnik i kemičar. 
Hoffmann je tijekom svog života istraživao i pisao o temama iz područja pedijatrije, mineralnih voda i metorologije. U tadašnju medicinu uveo je niz lijekova. Prvi je opisao apendicitis i rubeolu.